# 海盈邨
海盈邨（英語：Hoi Ying Estate）是香港房屋委員會轄下的一個公共屋邨，坐落於香港九龍長沙灣荔盈街1號，鄰近昂船洲。屋邨共有兩座大廈，提供1319個單位，在2018年11月26日入伙。屋邨四或五人單位租金高達3,201元，成為2018年香港最貴月租的新落成公共屋邨。本屋邨與凱樂苑屬同一個發展項目，並一併由房屋署總建築師（1及3）及巴馬丹拿建築及工程師有限公司設計，由精進建築承建（連同凱樂苑一樣是該公司首次承建房委會項目），唯本屋苑項目編號為SP18。由嘉怡物業管理有限公司負責管理。

## 概要

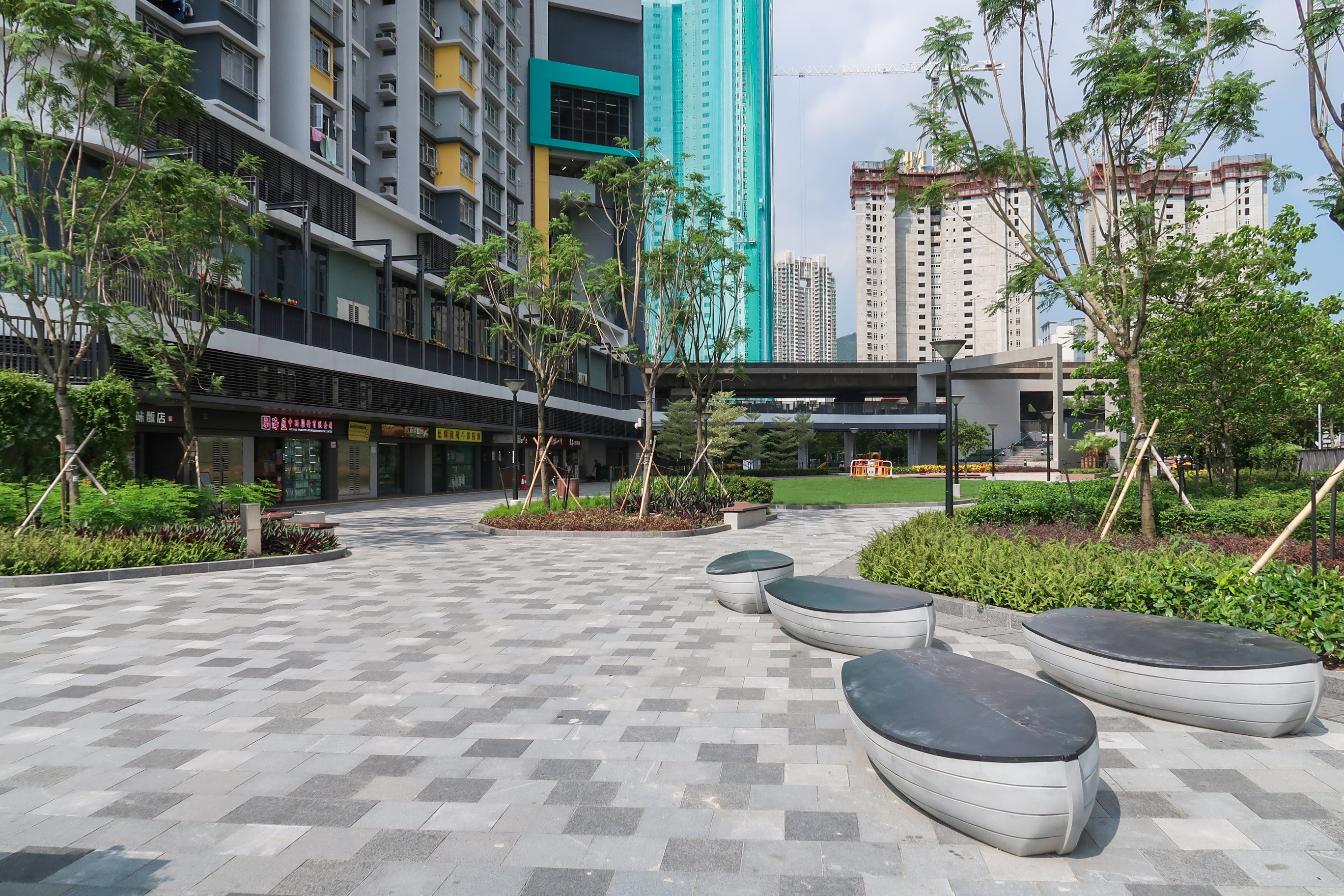
海盈邨與凱樂苑之間的廣場，左方為海盈商場

海盈邨是目前深水埗區最南面及最近海的公共屋邨，但距離深水埗區主要地區，如荔枝角工貿區、長沙灣舊區及深水埗等地相對較遠，一般需要20至30分鐘的步程才能往返本邨至三地。相反，本邨與南昌站只是相距7至10分鐘的步程。而海盈邨是首個深水埗區西九龍公路以南入伙的住宅項目，受道路設計影響，若現有的公共運輸路線繞經海盈邨會稍為費時及增加荔盈街的交通壓力，故此住戶如需乘坐荔盈街以外的公共交通路線，必須沿興華街西的行人天橋或新啟用連接海盈邨及海達邨的行人天橋步行約8至15分鐘至深旺道或海麗邨巴士總站才有較多的交通路線選擇。
入伙初期，原開辦往來海盈邨至深水埗白田邨的702B遲遲未開辦，令海盈邨及凱樂苑住戶前往深水埗等地區相當不便。即使702B於海盈邨入伙後一年半後開辦（開辦日期：2020年7月27日），但服務時間有限，未能完全惠及當區居民。

## 屋邨資料
屋邨原規劃為副食品批發市場第二期，原先預留予油麻地果欄遷置，但基於商戶一直拒絕遷出而沒有興建，多年來一直是一幅大型露天貨車停車場。 
直至2015年，為增加房屋供應，政府收回用地發展本邨，項目名為「長沙灣副食品批發市場第二期3號地盤」。屋邨共有兩座非標準型住宅大樓，名為盈輝樓及盈昌樓，分別樓高33及40層，合共提供1319個出租公屋單位，為約3400人提供居所。單位類型多樣化，包括甲類單位（供1-2人居住）、乙類單位（供2-3人居住）、丙類單位（供3-4人居住）及丁類單位（供4-5人居住），當中以乙類單位的伙數最多，佔全邨超過三分之一，面積最小為約14平方米，最大為約37平方米，每月租金由1,210至3,201港元不等。 
部份單位設有減音窗及隔聲鰭，以減低道路交通聲音對住戶的影響。而部份單位在落成初期可享開揚景觀，但由於屋苑前方正興建私人屋苑維港匯，預計只有最高數層才可享有永久海景。 

### 樓宇

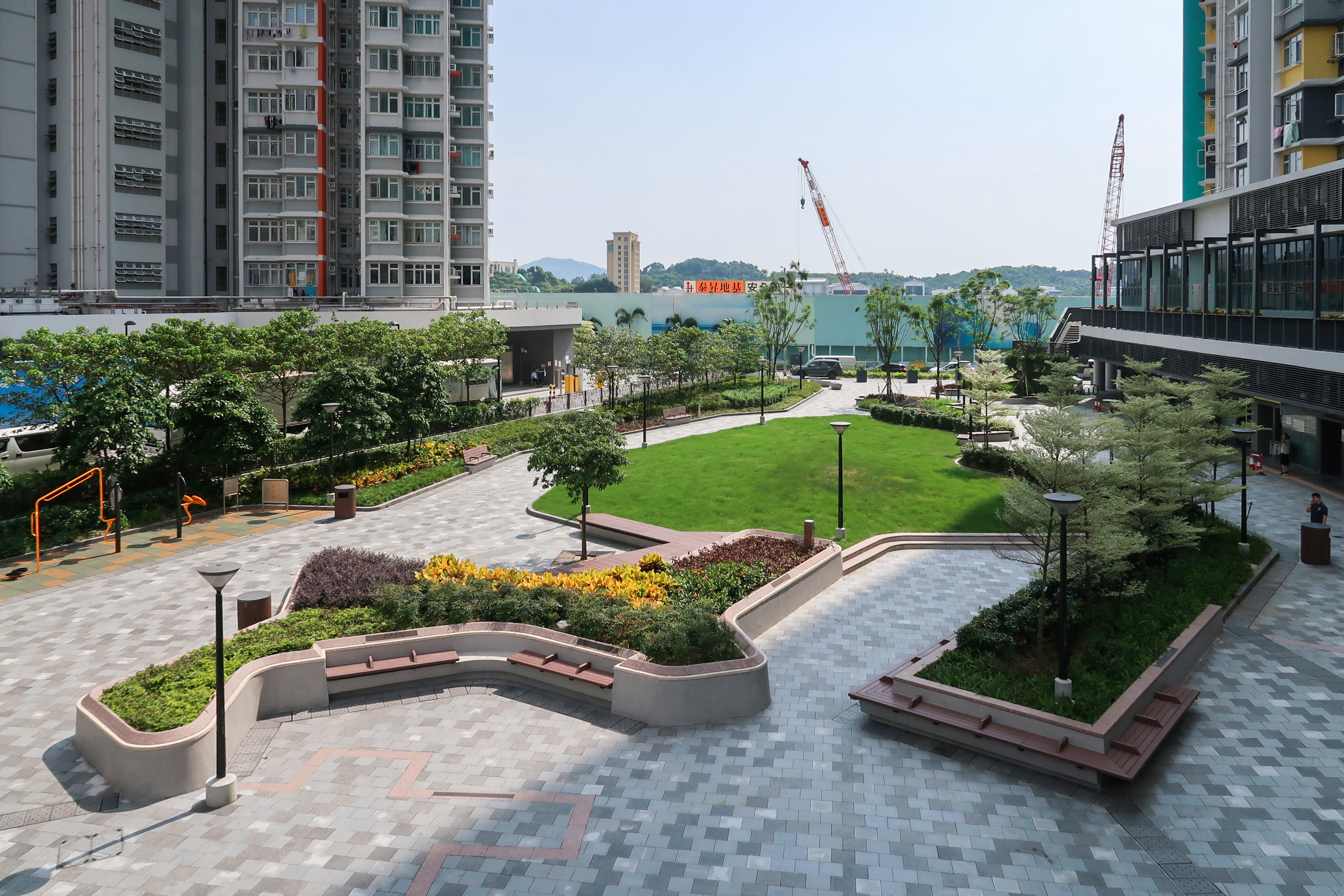
廣場全貌

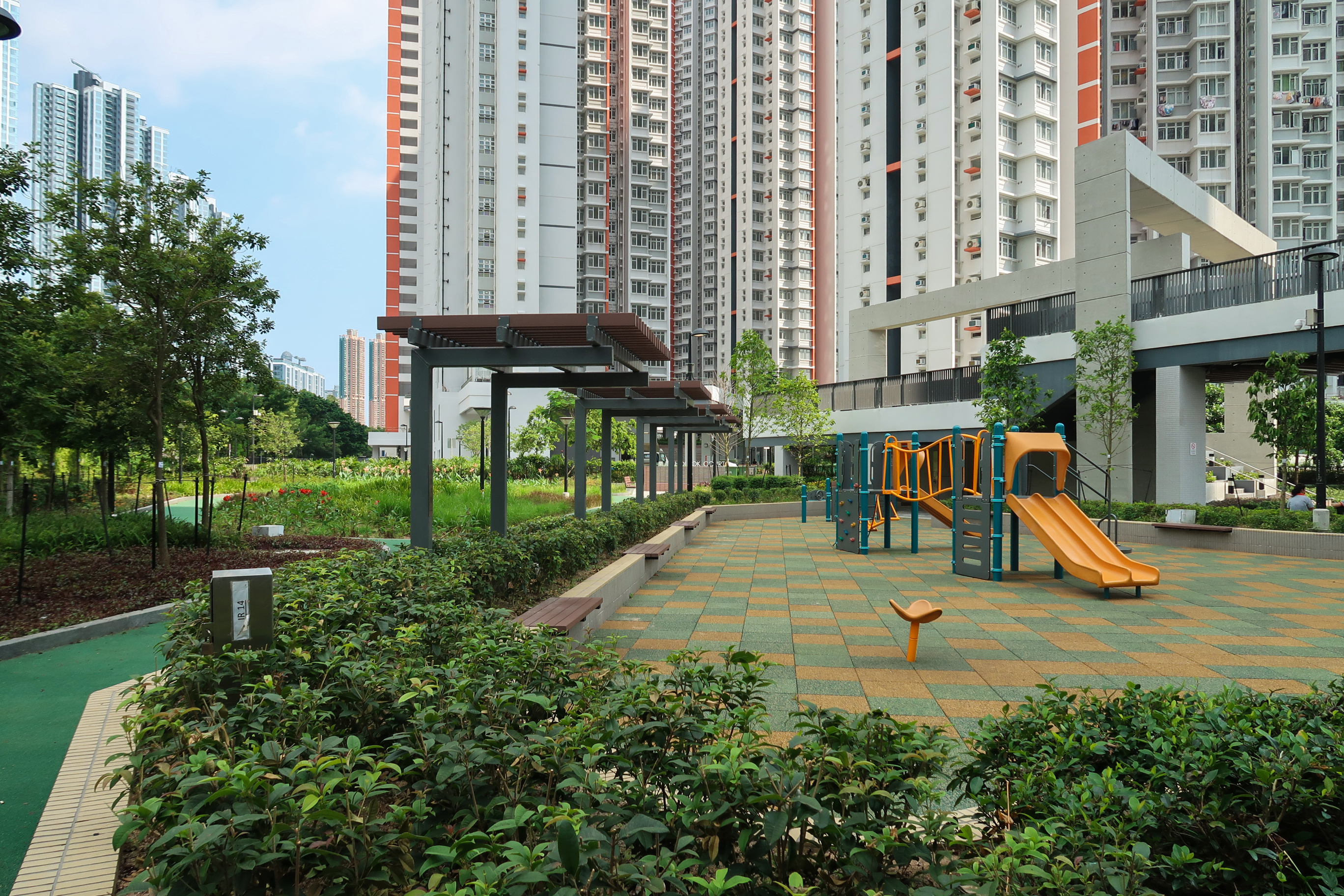
緩跑徑（左）和兒童遊樂場（右）

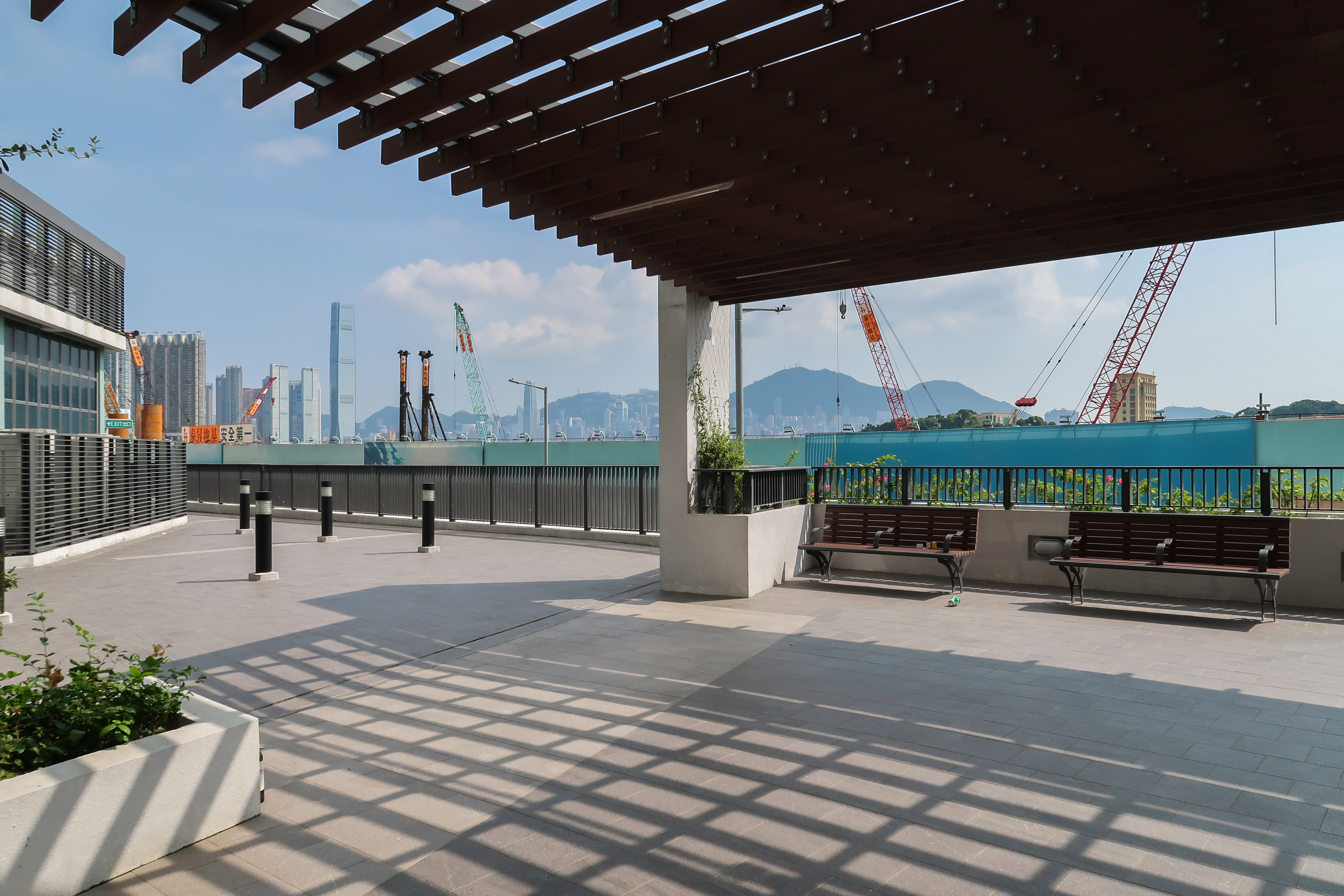
1樓平台暫時可享開揚景觀，但由於前方正興建私人住宅維港匯，相信會被阻檔

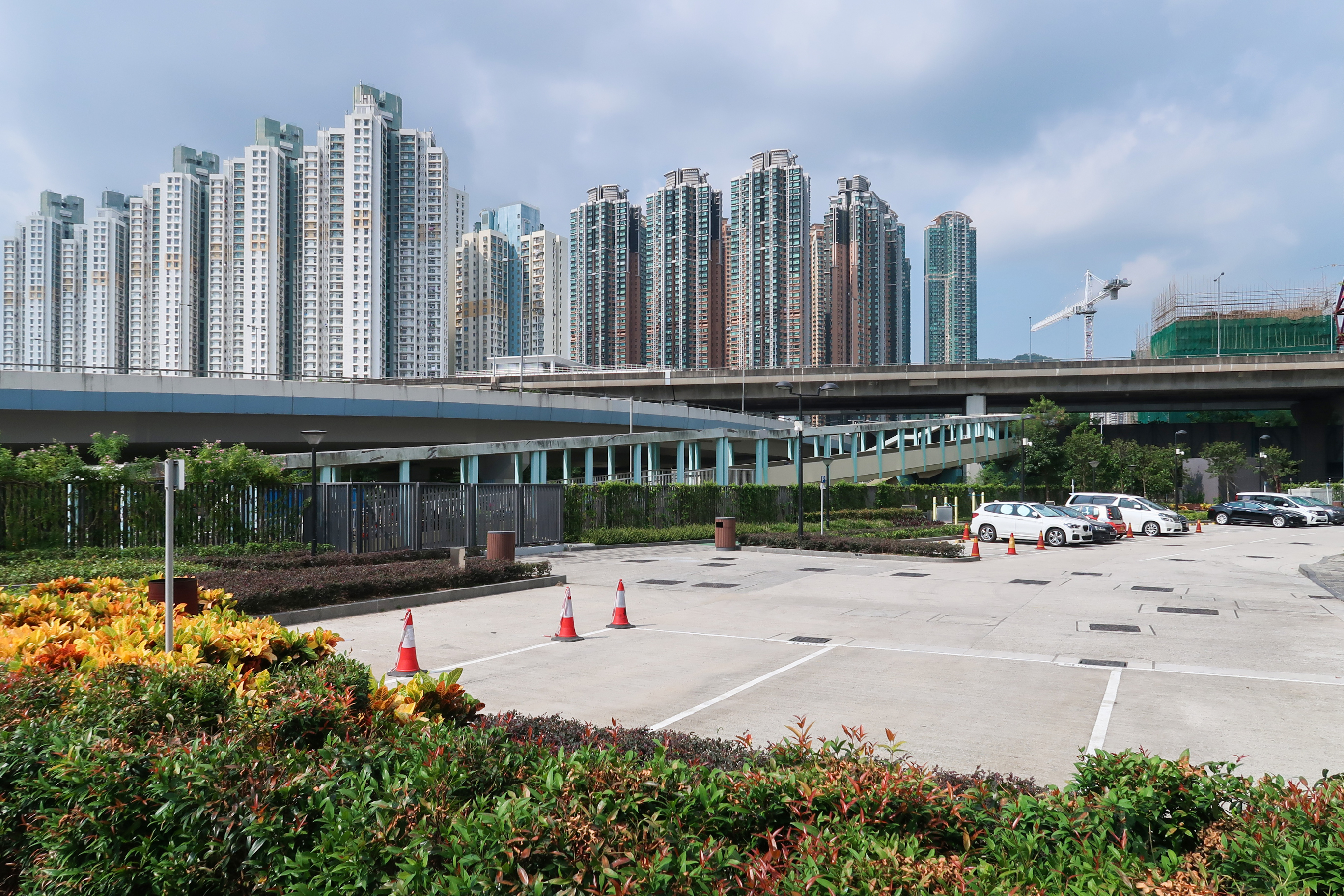
種植後的露天停車場

| 樓宇名稱（座號）           | 樓宇類型                    | 落成年份 | 層數 | 每層伙數（伙）             | 每座單位總數（伙） | 建築師                                                | 承建商   | 採用的升降機品牌 |
| -------------------------- | --------------------------- | -------- | ---- | -------------------------- | ------------------ | ----------------------------------------------------- | -------- | ---------------- |
| 盈輝樓 （第1座）（英語：Ying Fai House） | 非標準設計大廈 （其他類型） | 2018年   | 33   | 15（1樓） 17（2-33樓）     | 559                | 房屋署總建築師（1、3）、 巴馬丹拿建築及工程師有限公司 | 精進建築 | 三菱             |
| 盈昌樓 （第2座）（英語：Ying Cheong House） | 非標準設計大廈 （其他類型） | 2018年   | 40   | 18（2-11樓） 20（12-40樓） | 760                | 房屋署總建築師（1、3）、 巴馬丹拿建築及工程師有限公司 | 精進建築 | 三菱             |

## 設施

### 屋邨內
邨內設鄰舍休憩用地、露天停車場（由越秀負責管理）和地下商舖（包括：兒童教育中心、3間食肆、中西藥房、麵包店、日本城、OK便利店及百佳超級市場。鄰舍休憩用地旁設架空行人天橋連接海達邨，長145米，橫跨西九龍公路和連翔道16條行車綫。荔盈街路邊設有巴士總站。
而在盈昌樓1樓，則設房屋署翻譯組、供水系統、屋宇裝備及重建小組辦事處。

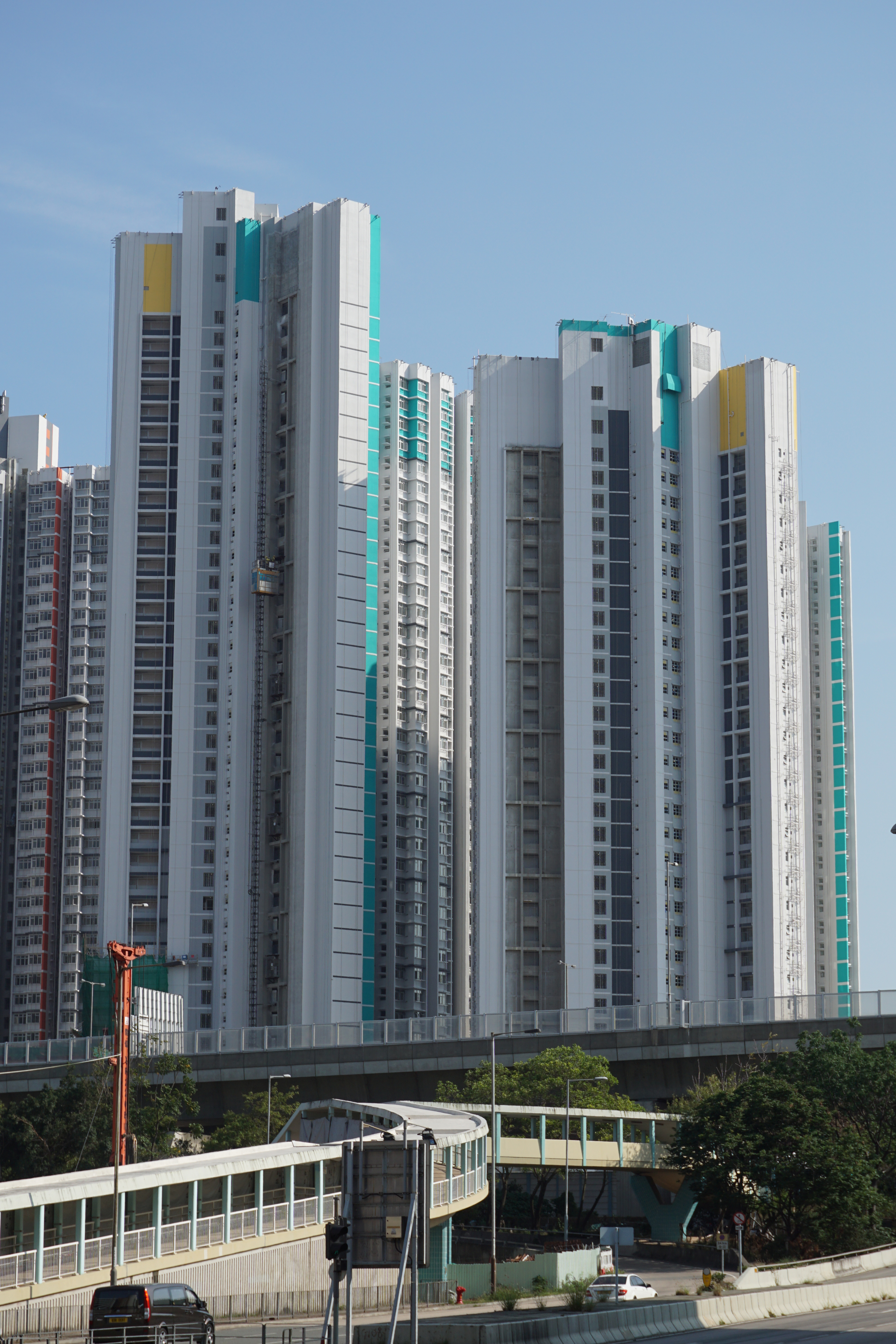
海盈邨北面
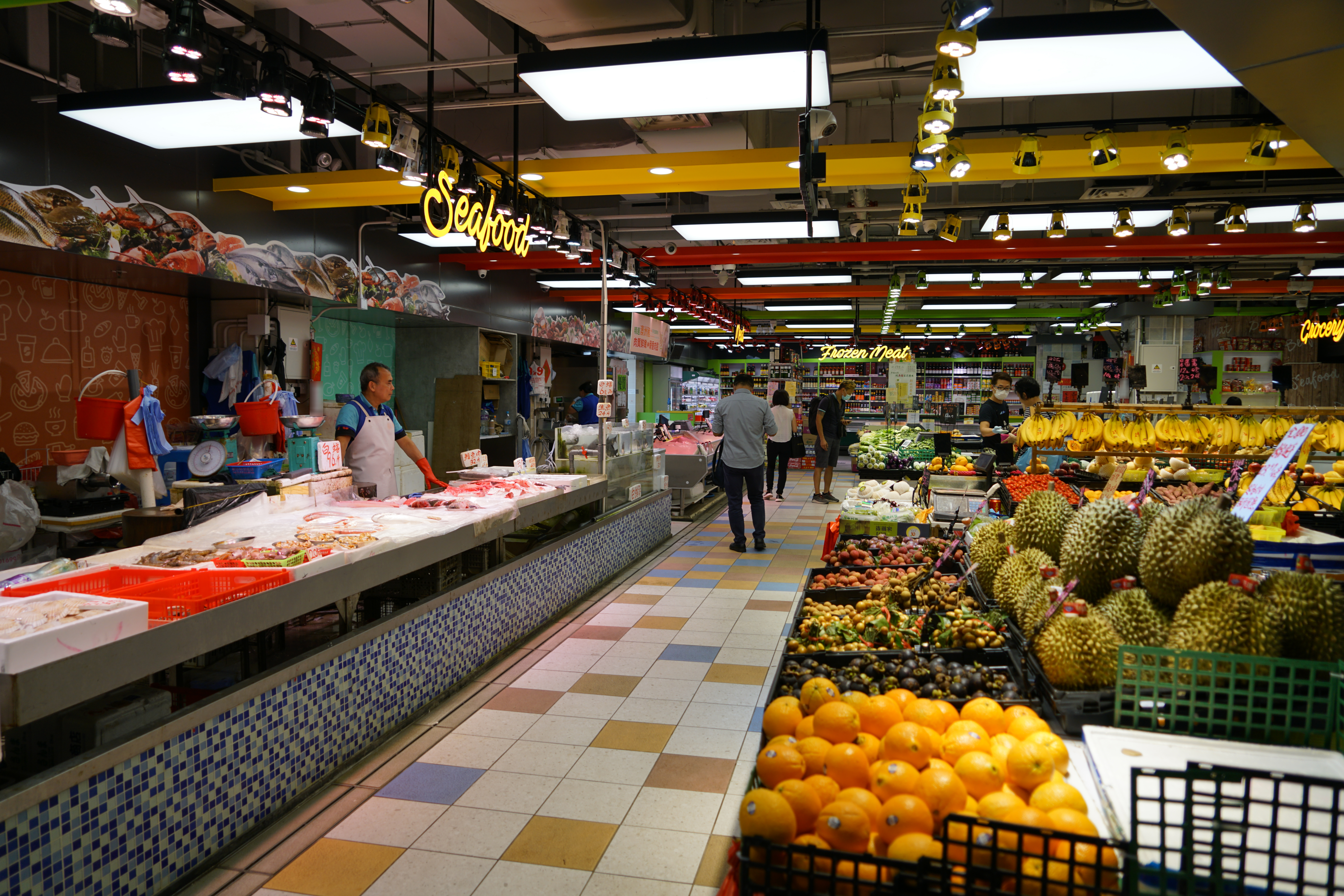
邨內曾經設有一間廣農食品超市，內有街市鮮活食品售賣。不過到2020年結業，舖位空置半年後，現改為百佳超級市場。
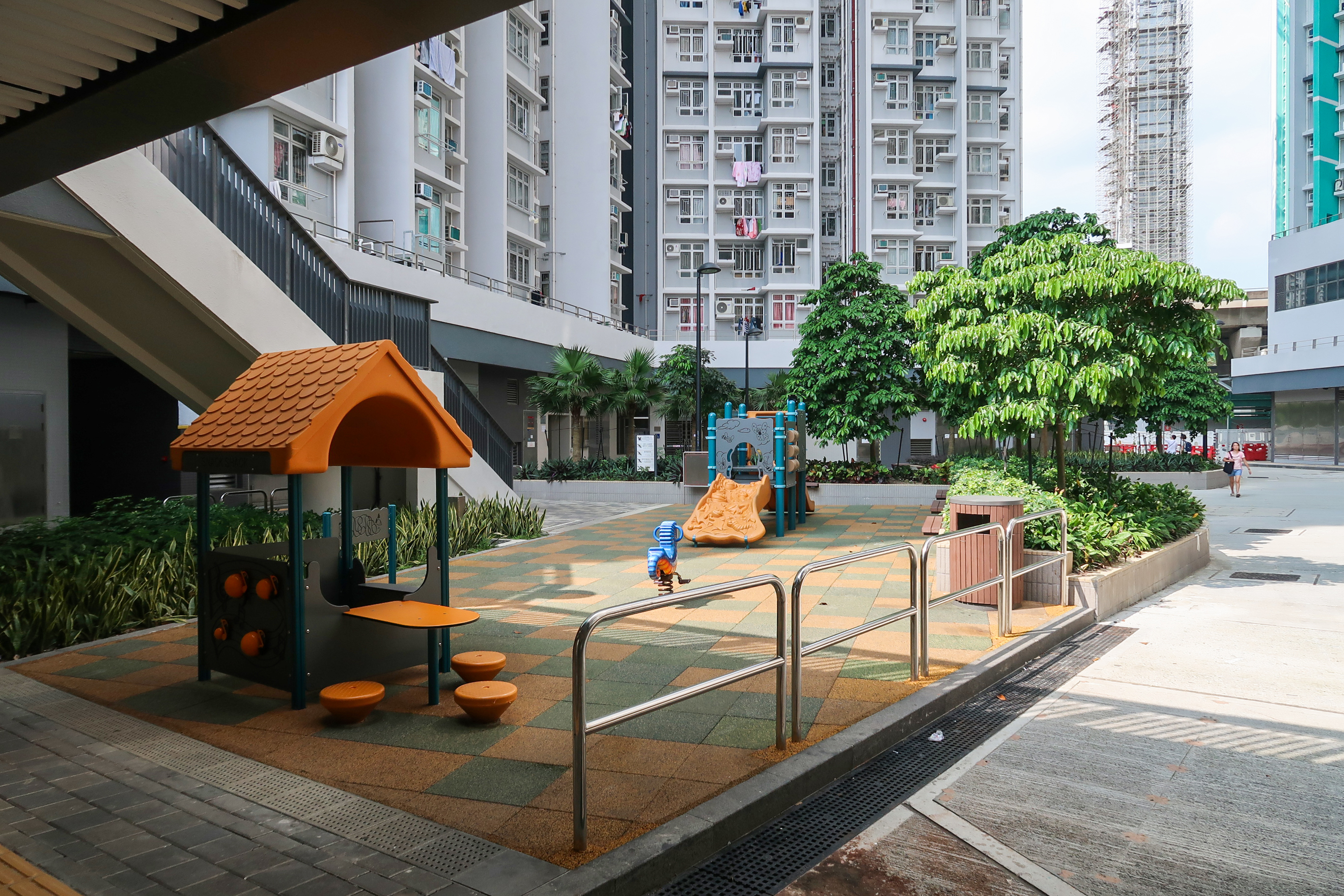
內園的兒童遊樂場鄰近商店
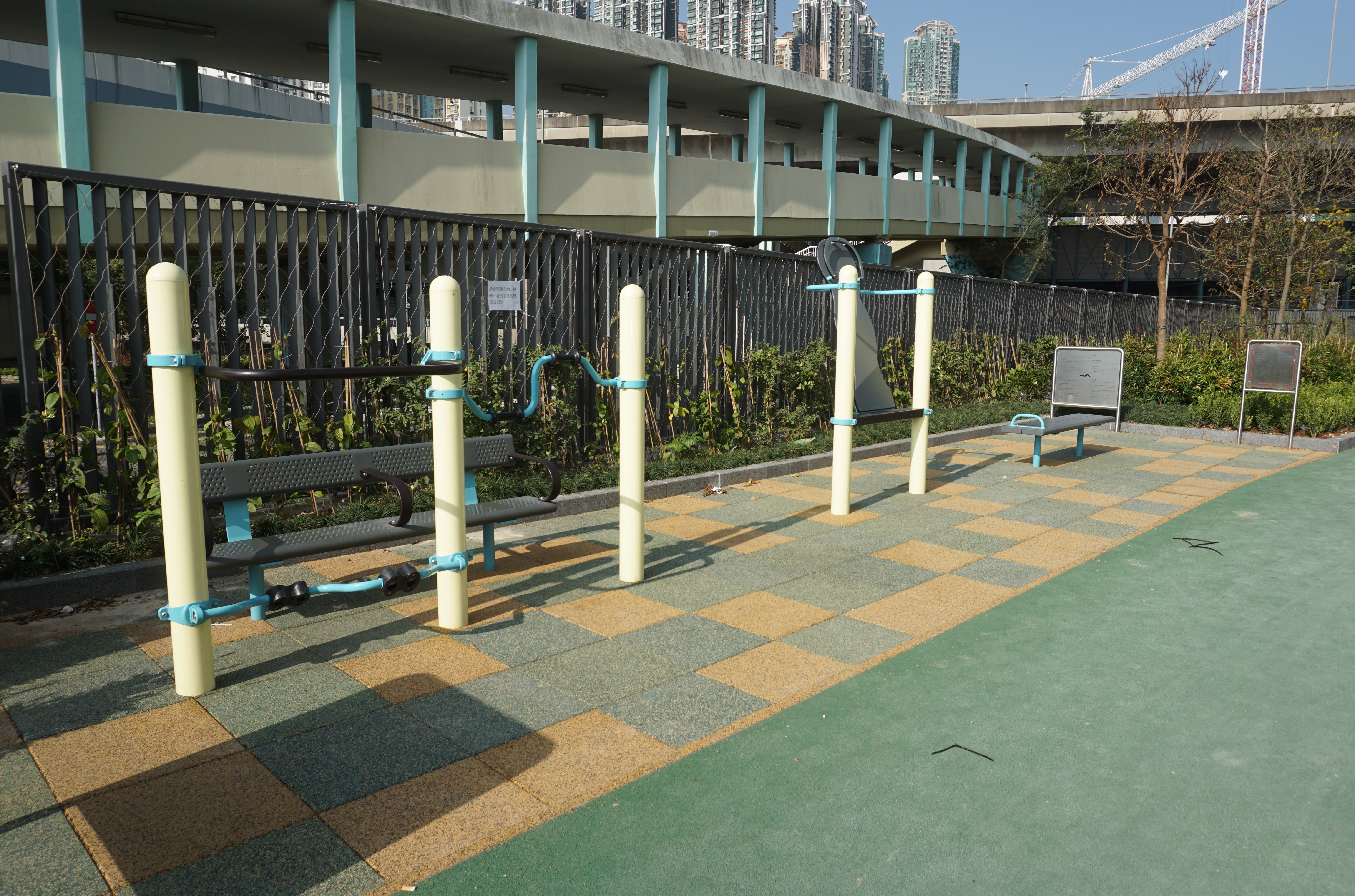
健體區
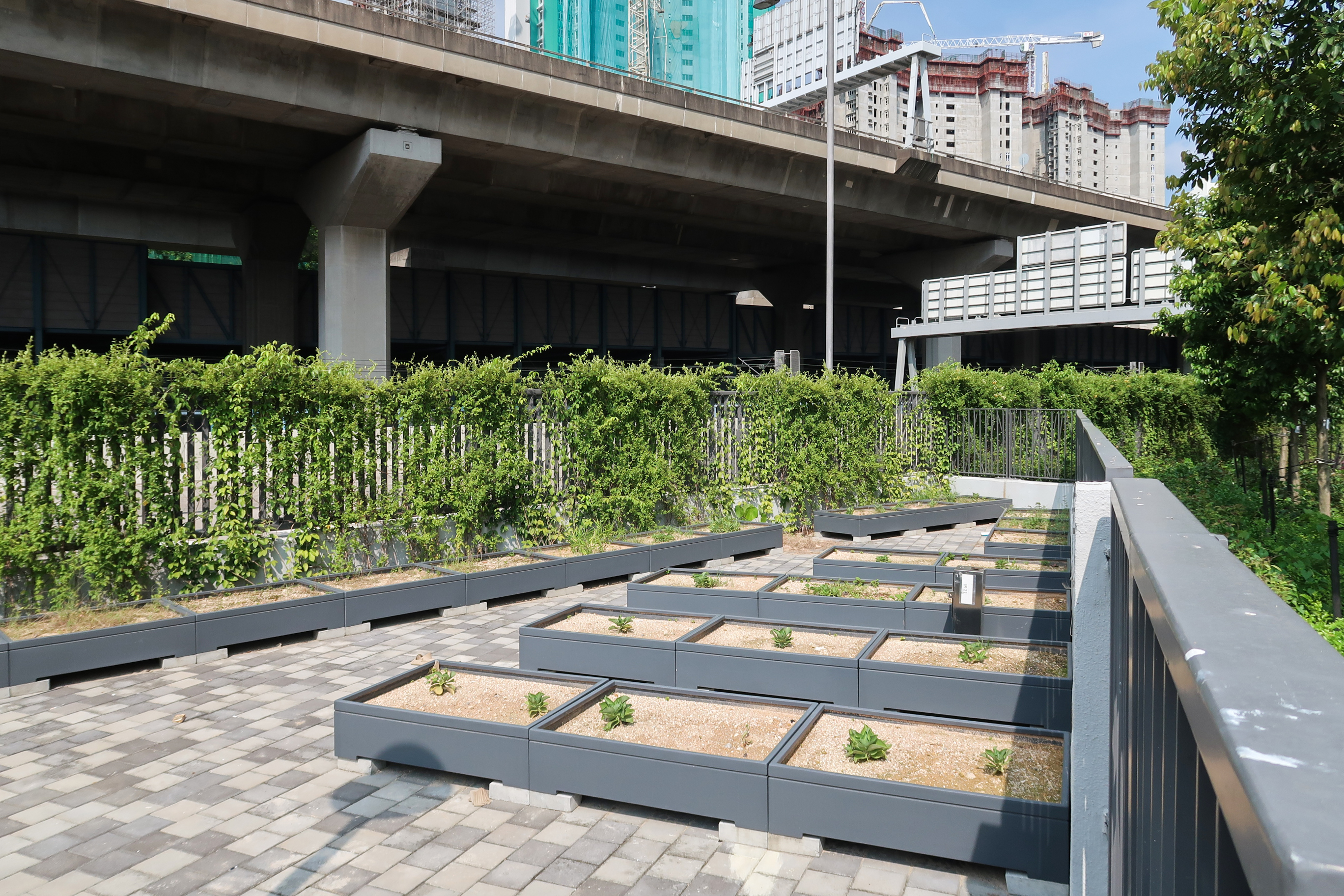
社區農場及園圃
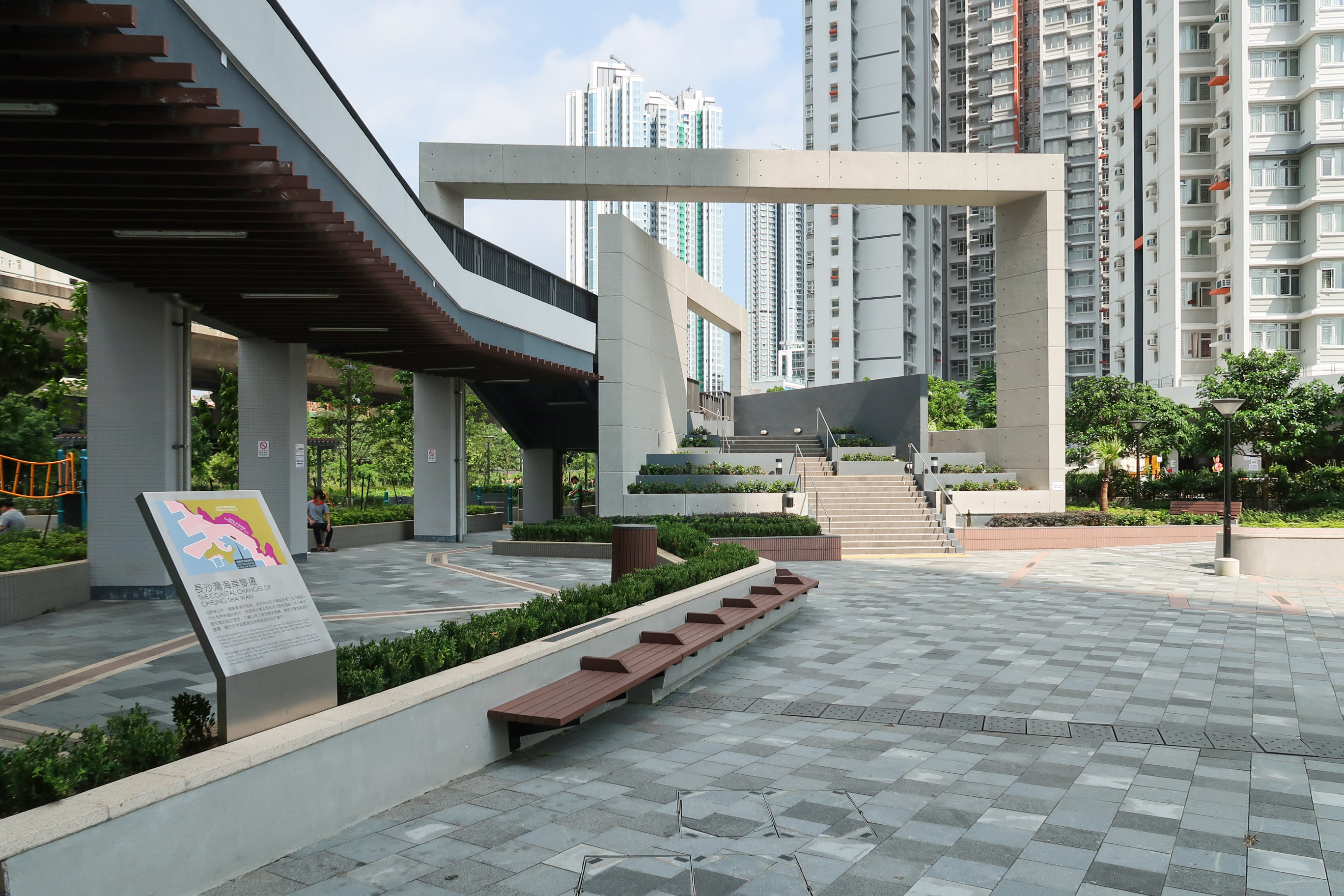
廣場設指示介紹長沙灣海岸變遷

### 鄰近配套

#### 學校
- 東華三院譚錦球伉儷幼稚園 （页面存档备份，存于）（凱樂苑凱碧閣地下）
- 郭怡雅神父紀念學校（位於凱樂苑凱葶閣對出，預計2025年遷入）

## 圖片集

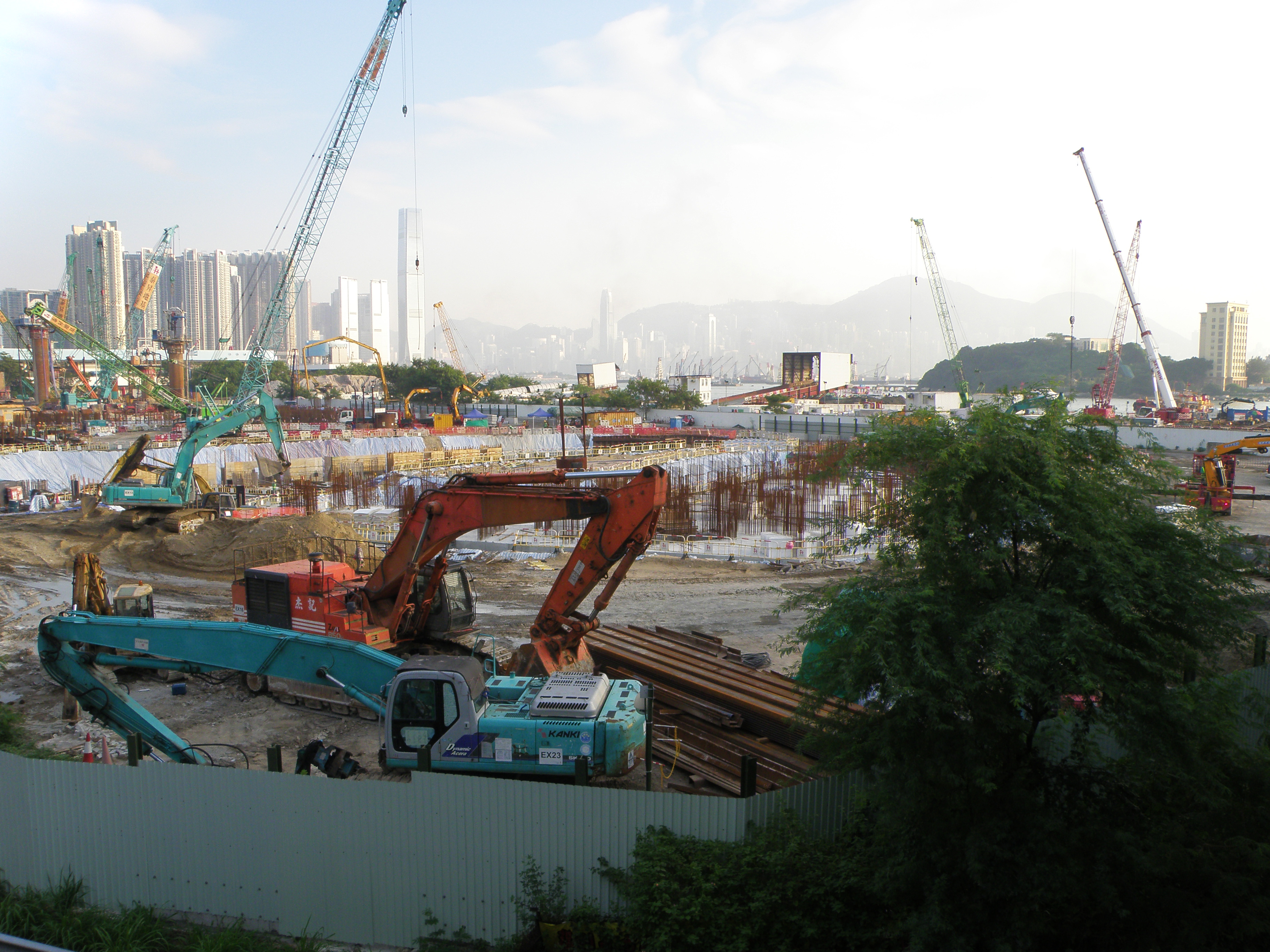
2015年10月
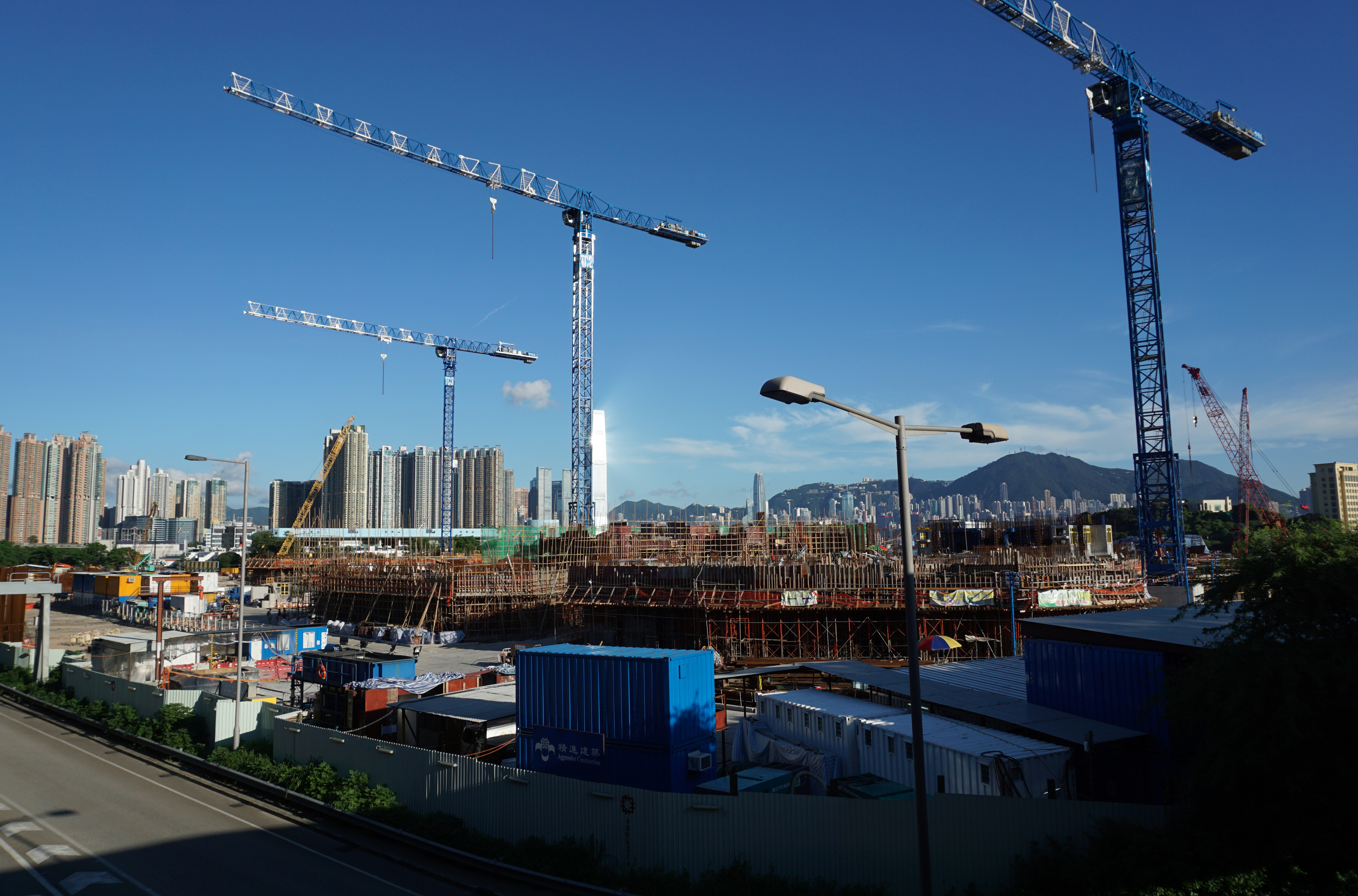
2016年6月
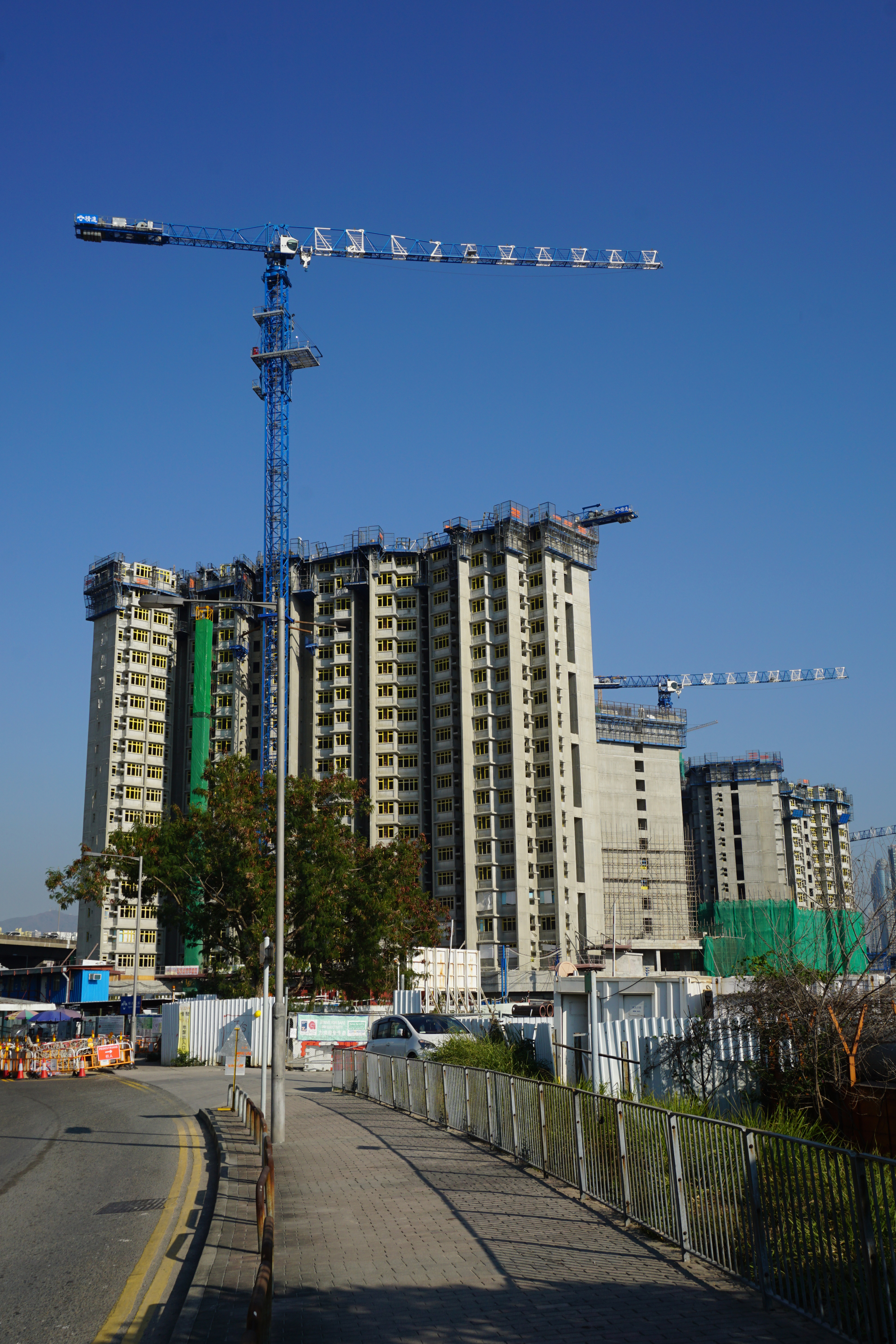
2017年1月
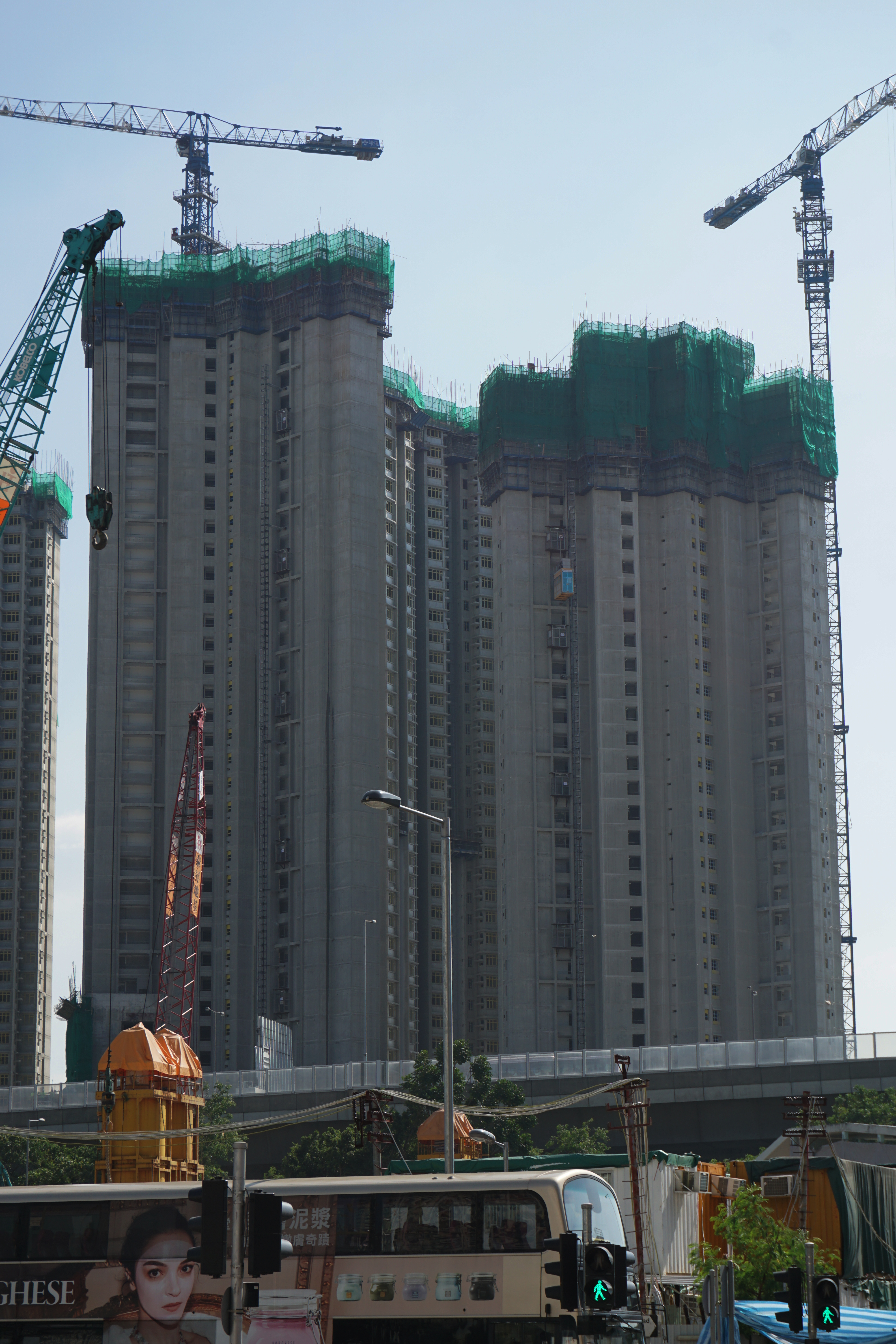
2017年10月
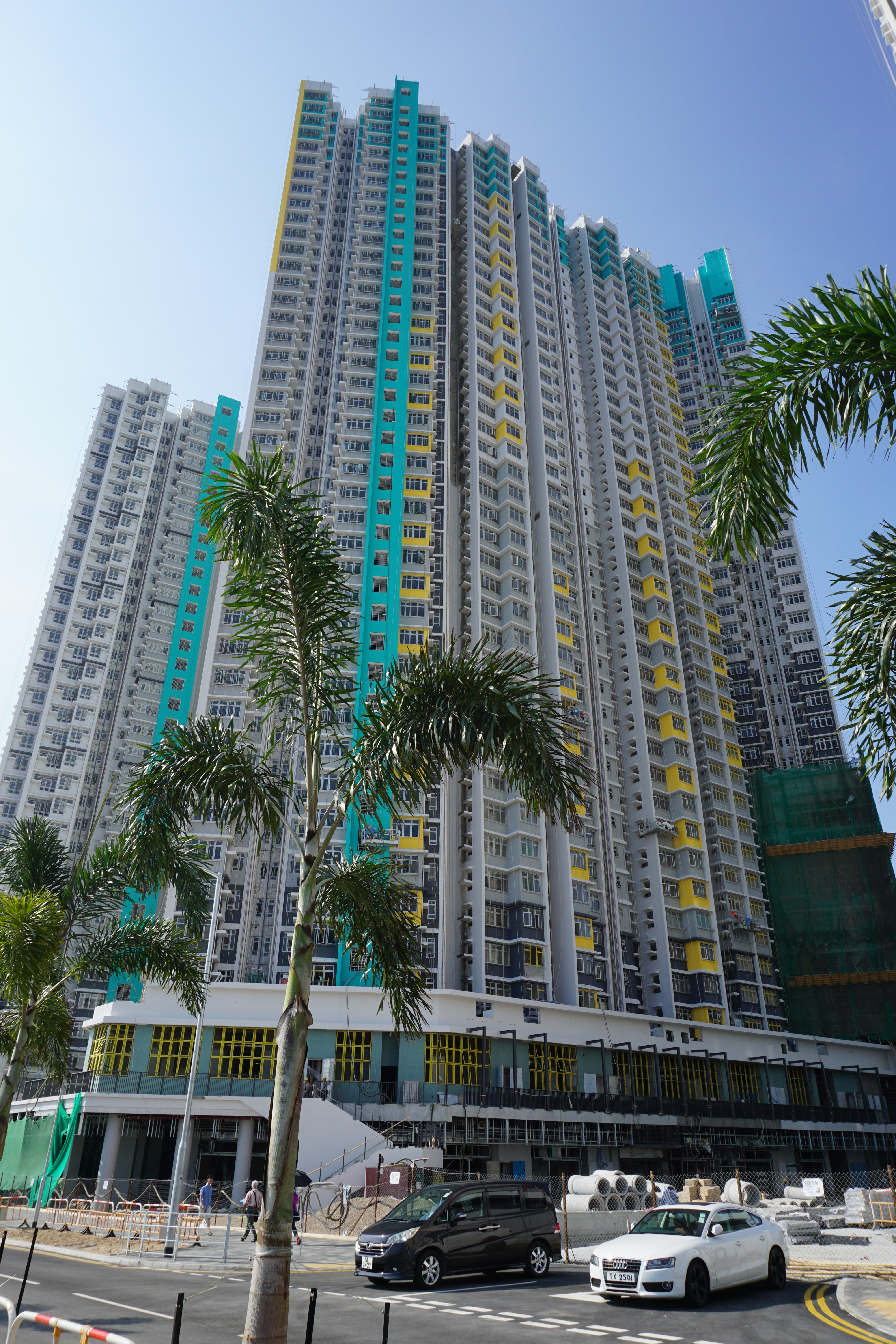
2018年5月
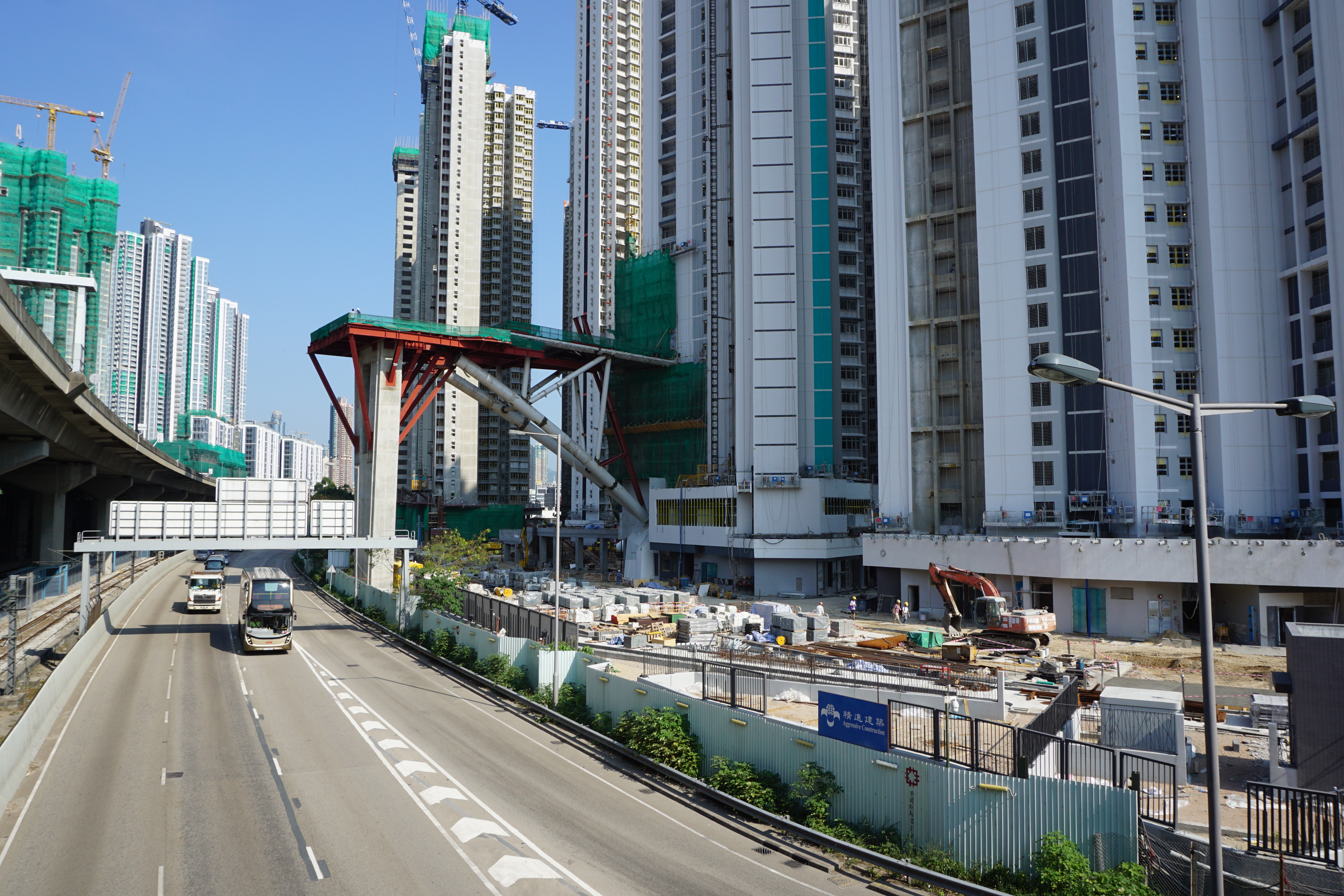
建造中海盈邨天橋（2018年5月）
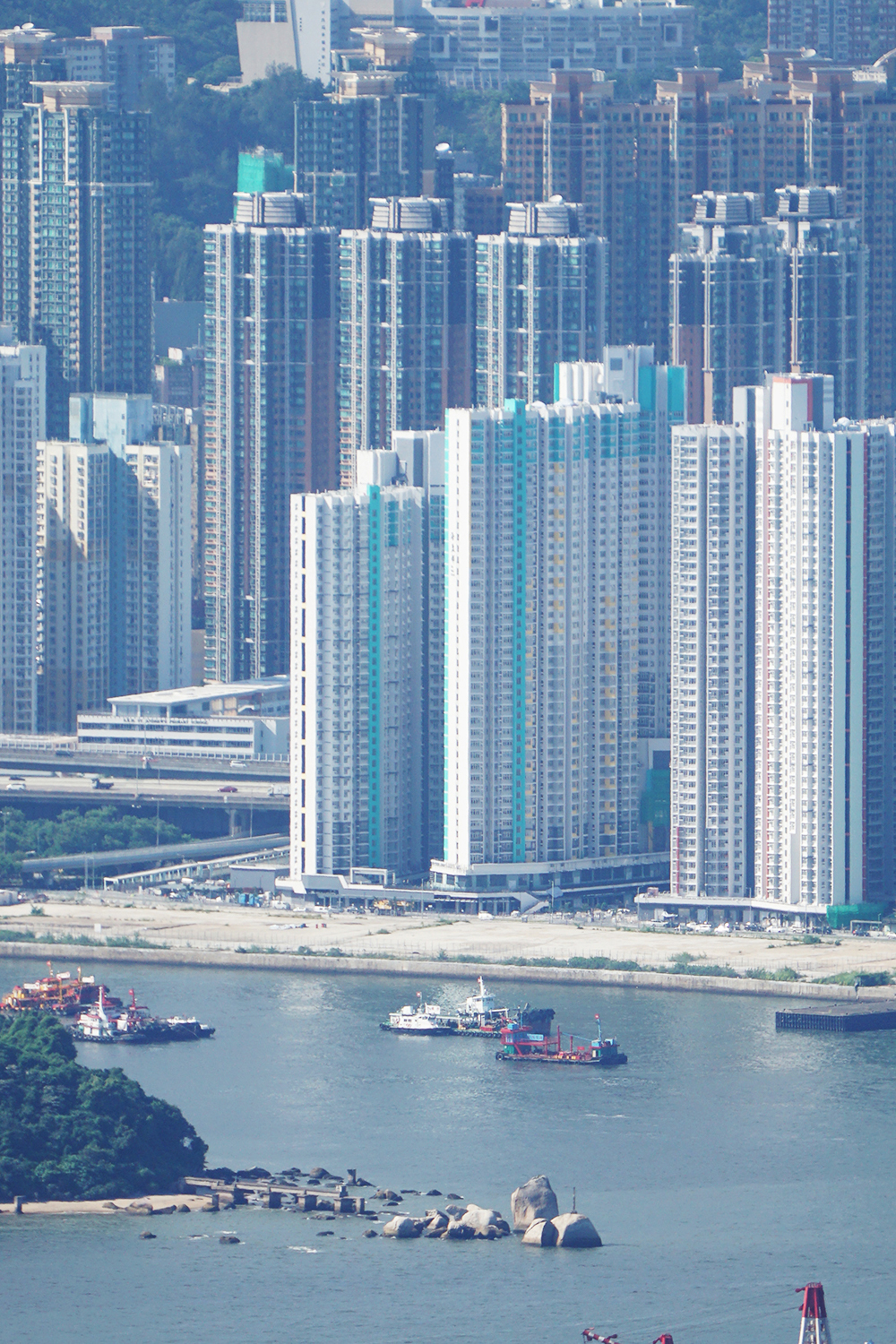
2018年7月
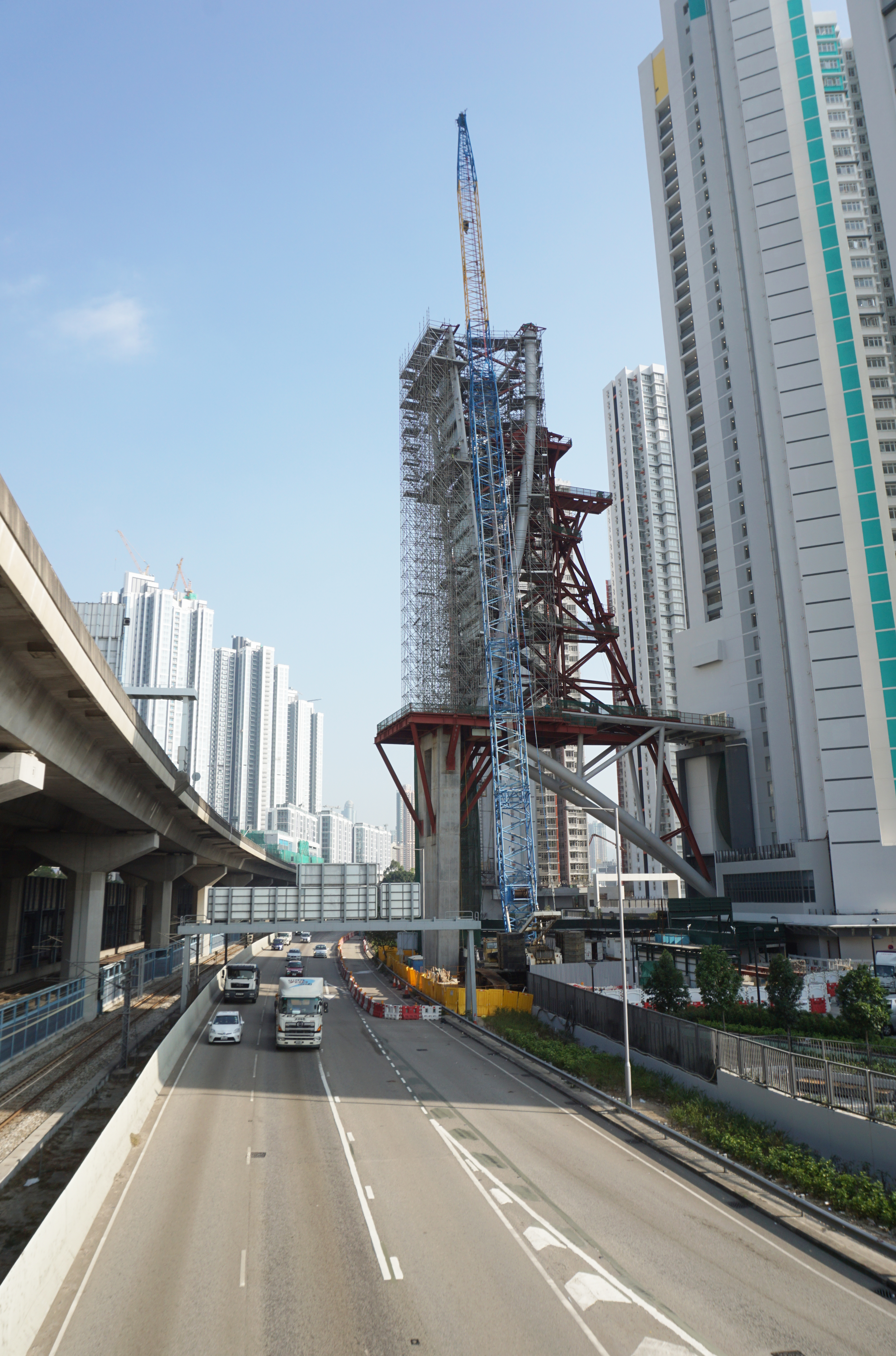
建造中海盈邨天橋（2019年1月）
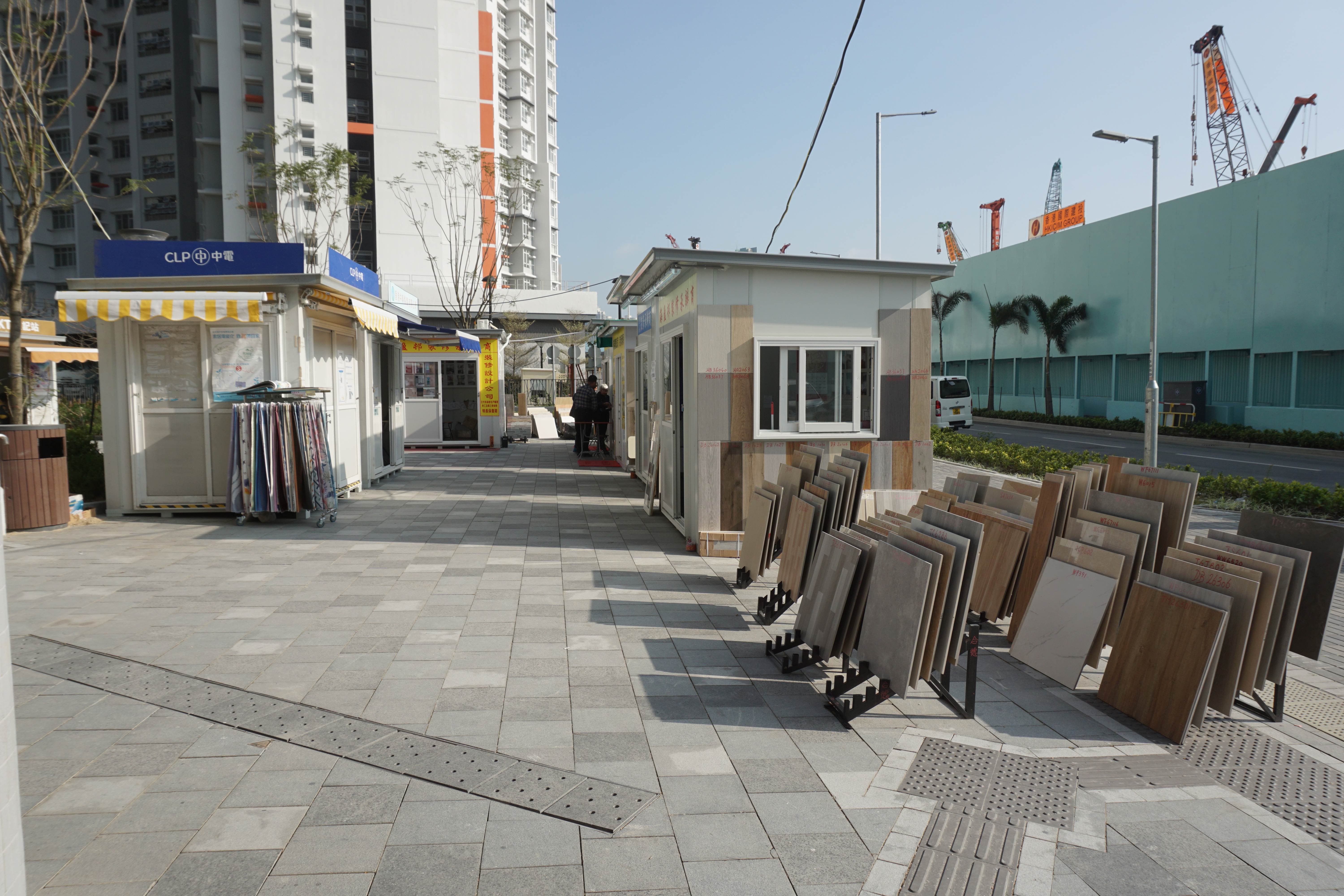
電訊、電力、煤氣及裝修承辦商（入伙初期運作）
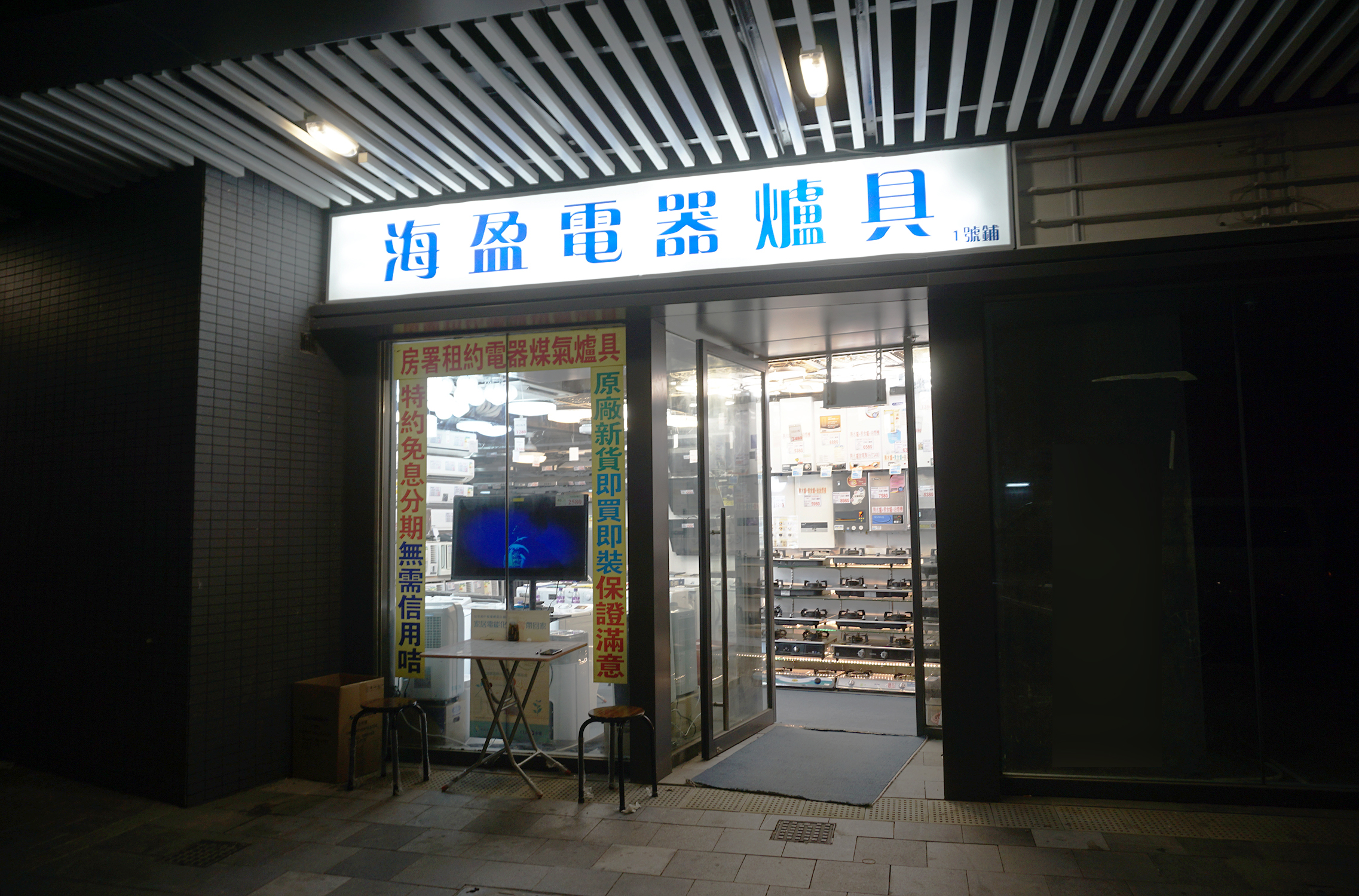
電器爐具店（已於2019年3月31日結業）

## 交通

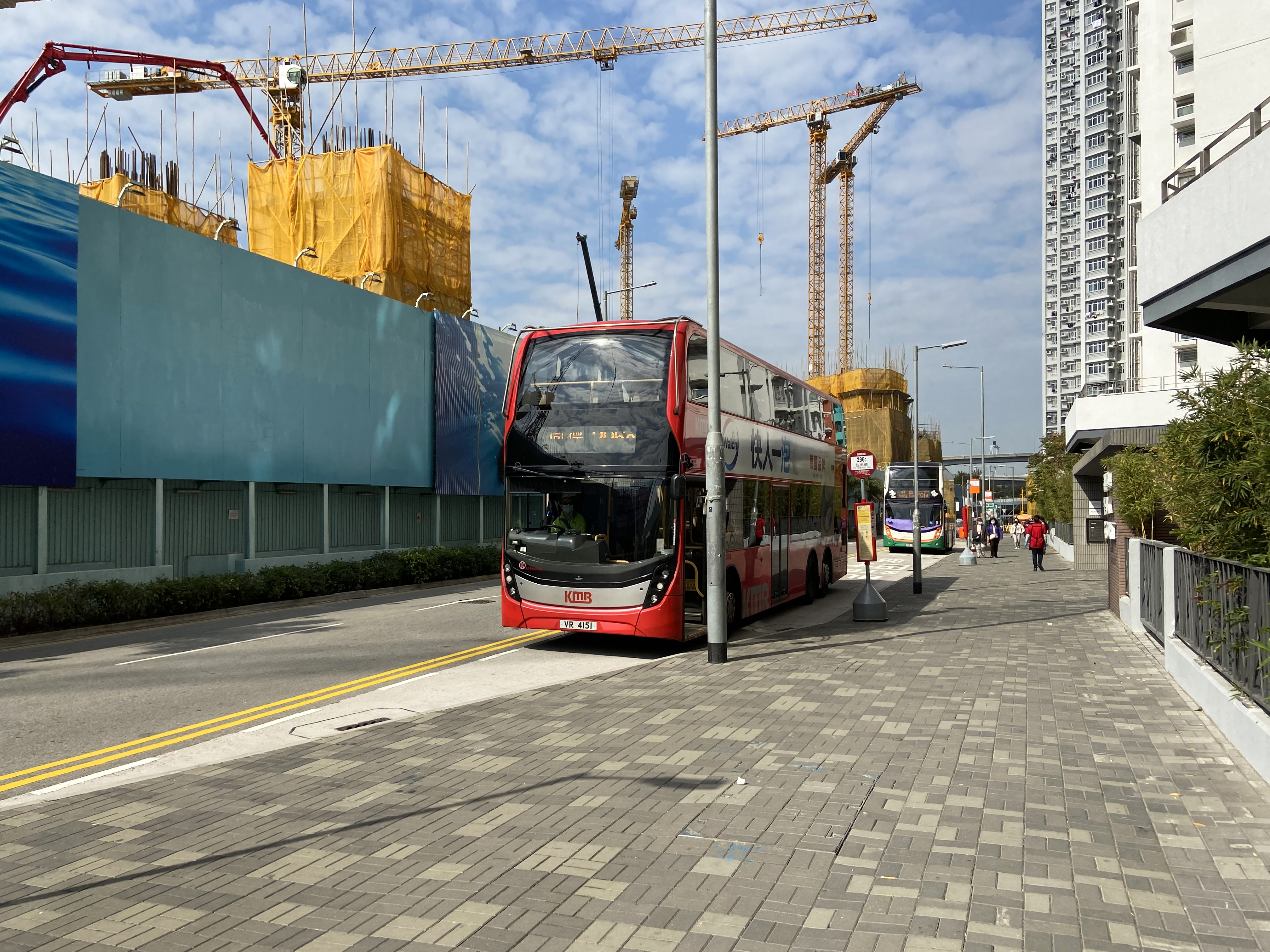
海盈邨巴士總站

## 外部連結
- 房委會物業位置及資料 海盈邨 （页面存档备份，存于）